# Euphaedra aurea
Euphaedra aurea är en fjärilsart som beskrevs av Jacques Hecq 1983. Euphaedra aurea ingår i släktet Euphaedra och familjen praktfjärilar. Inga underarter finns listade i Catalogue of Life.